# پارک ملی کلادو
پارک ملی کلادو یا بهشت پرندگان در راجستان هند قرار دارد و پناهگاه پرندگان بسیاری است که برخی از انها در حال انقراض هستند بیش از ۲۳۰ گونه پرنده در این منطقه وجود دارد.این پارک در سال ۱۹۷۱ منطقه حفاظت شده اعلام شد و در سال ۱۹۸۵ در میراث طبیعی یونسکو ثبت شد.